# Eve Bitoun
 (mars 2021).
 (novembre 2023).
La mise en forme du texte ne suit pas les recommandations de Wikipédia : il faut le « wikifier ».
Les points d'amélioration suivants sont les cas les plus fréquents :
- Les titres sont pré-formatés par le logiciel. Ils ne sont ni en capitales, ni en gras.
- Le texte ne doit pas être écrit en capitales (les noms de famille non plus), ni en gras, ni en italique, ni en « petit »…
- Le gras n'est utilisé que pour surligner le titre de l'article dans l'introduction, une seule fois.
- L'italique est rarement utilisé : mots en langue étrangère, titres d'œuvres, noms de bateaux, etc.
- Les citations ne sont pas en italique mais en corps de texte normal. Elles sont entourées par des guillemets français : « et ».
- Les listes à puces sont à éviter, des paragraphes rédigés étant largement préférés. Les tableaux sont à réserver à la présentation de données structurées (résultats, etc.).
- Les appels de note de bas de page (petits chiffres en exposant, introduits par l'outil «  Source ») sont à placer entre la fin de phrase et le point final[comme ça].
- Les liens internes (vers d'autres articles de Wikipédia) sont à choisir avec parcimonie. Créez des liens vers des articles approfondissant le sujet. Les termes génériques sans rapport avec le sujet sont à éviter, ainsi que les répétitions de liens vers un même terme.
- Les liens externes sont à placer uniquement dans une section « Liens externes », à la fin de l'article. Ces liens sont à choisir avec parcimonie suivant les règles définies. Si un lien sert de source à l'article, son insertion dans le texte est à faire par les notes de bas de page.
- La présentation des références doit suivre les conventions bibliographiques. Il est recommandé d'utiliser les modèles {{Ouvrage}}, {{Chapitre}}, {{Article}}, {{Lien web}} et/ou {{Bibliographie}}. Le mode d'édition visuel peut mettre en forme automatiquement les références.
- Insérer une infobox (cadre d'informations à droite) n'est pas obligatoire pour parachever la mise en page.

Pour une aide détaillée, merci de consulter Aide:Wikification.
Si vous pensez que ces points ont été résolus, vous pouvez retirer ce bandeau et améliorer la mise en forme d'un autre article.
Eve Bitoun est une actrice de cinéma et de télévision française, née à Neuilly-sur-Seine. 

## Biographie
À 8 ans, Eve Bitoun participe à des spectacles pour enfants dans les hôpitaux. Elle commence le théâtre avec Ruth Handlen de la Royal Shakespeare Company au sein de la Compagnie Théâtre et Anglais (TEA) avec Marc-Ange Sanz, metteur en scène de L'Empreinte et Compagnie. Elle est diplômée des Cours Florent avec Antonia Malinova.  

### Films d'auteur
Elle initie un parcours à travers le cinéma d'auteur avec Jean-Christophe Klotz dans Lignes de front, Oleg Tchernov dans Point d'eau, Pierre Coulibeuf dans Amour Neutre, Damien Odoul dans L'Histoire de Richard O, Philippe Emmanuel Sorlin dans le court-métrage Call Girl et le long métrage Les filles du feu, Delphine Kreuter dans 57.000 km entre nous, Dubaï Flamingo, Philippe Barassat dans Indésirables ou encore Rémi Lange dans l'Oeuf dure.  
En 2005, elle interprète le rôle principal dans La Loi de la forêt, le premier film d'Eva Ionesco. Eve Bitoun apparaît dans ses films suivants My Little Princess et Une jeunesse dorée. Sur le tournage, elle rencontre l'artiste Thomas Cap de Ville avec qui elle tourne Nyctalopes, présenté en 2020 au Confort Moderne à Poitiers.
Au lycée, elle se lie d'amitié avec Fabianny Deschamps. Cette complicité avec la future réalisatrice aboutit à une collaboration : le long-métrage New Territories dans lequel Eve Bitoun interprète le personnage d'Eve,, rôle principal partagé avec la voix de Yilin Yang. Le film est présenté à la section ACID du Festival de Cannes 2014 ainsi que dans d'autres festivals, tels que le Festival des films du monde de Montréal.

### Cinéma et télévision
Eve Bitoun a aussi tourné pour Véra Belmont dans le film Marquise aux côtés de Sophie Marceau et Lambert Wilson, et devant la caméra de Claude Lelouch dans Roman de gare et And Now... Ladies and Gentlemen. Pour la télévision, elle a joué dans diverses séries dont Caterina e le sue figlie (Rai tv italienne) en 2005, RIS police scientifique pour TF1 et dans le téléfilm L'Homme de la situation de Didier Bivel.

### Vidéos et performances
Eve joue dans des films expérimentaux avec des metteurs en scène et artistes étrangers tels que Brett Simon avec Before Need et Michael Portnoy (en) dans I know who I am!. Eve joue aussi aux côtés de Jean-Luc Vincent dans le film The Party de la réalisatrice Mati Diop, présenté au Palais de Tokyo en 2007 dans le cadre de l'exposition Versus, ainsi que dans le court métrage d'Anne-Elodie Sorlin La Fille aux cheveux noirs d'après Philip K. Dick.
Eve Bitoun participe à la création de spectacles, notamment avec les chorégraphes Alain Rigout et Olivia Grandville, mêlant danse contemporaine, improvisation et théâtre. Elle s'essaye aussi au théâtre de boulevard en jouant un triple rôle dans la comédie Confidences dans les étriers d'Emmanuelle De Prade jouée au Théâtre Le Temple.